# مقاطعة براتسوز (تكساس)
مقاطعة براتسوز (بالإنجليزية: Brazos  County)‏ هي إحدى المقاطعات في ولاية تكساس، الولايات المتحدة الأمريكية، يبلغ عدد سكانها 194,851 نسمة طبقا لإحصاء عام 2010 .

موقع المقاطعة في ولاية تكساس